# Inom Vallgraven
Inom Vallgraven är en stadsdel och ett primärområde i stadsområde Centrum i Göteborgs kommun.
Området har fått sitt namn från läget inom vallgraven, som ursprungligen även omslöt stadens befästningar. Stadsdelen avgränsas i söder av Rosenlundskanalen och Vallgraven från väster till öster, av Drottningtorget och Nils Ericsonsgatan i öster/nordost, av Kanaltorgsgatan och Christina Nilssons gata i norr/nordväst samt Packhusplatsen, Skeppsbron och Göta älv i väst/nordväst. Stadsdelen har en areal på 64 hektar.
Primärområdet Inom Vallgraven, som även inkluderar stadsdelen Nordstaden, är stadens kärna med byggnader som Kronhuset, Göteborgs stadsmuseum, Göteborgsoperan, Hovrätten, Länsresidenset, Domkyrkan och Tyska kyrkan samt Drottning Kristinas jaktslott.
Den västra halvan av stadsdelen är uppförd på Eklanda bys ängar och den östra på Gullbergs ängar. Båda områdena tillhörde kronohemman. Hela stadsdelen är en del av den ursprungliga donationsjorden från stadsprivilegierna 1621.

## Områdesindelning
I kommunen har det funnits flera administrativa indelningar. I den nuvarande indelningen används primärområden, vilka ibland omfattar flera av de stadsdelar, som användes tidigare. Således bildades primärområdet "Inom Vallgraven" inte bara av den gamla stadsdelen med samma namn utan även av stadsdelen "Nordstaden". Dessa två skiljs åt av Stora Hamnkanalen. Det finns flera områden, som har egna namn, men som inte varit officiella stadsdelar i kommunens indelning: områdena på de två kullarna Stora och Lilla Otterhällan i sydvästra delen av "Inom Vallgraven" kallas Otterhällan respektive Kungshöjd. Området nedanför Kungshöjd vid Rosenlundskanalen kallas "Rosenlund". Området på kullen i västra delen av "Nordstaden" kallas "Kvarnberget" och området vid Göteborgsoperan kallas för "Lilla Bommen".
Göteborgsskildraren Eric Cederbourg skriver 1739 om innerstadens utbredning: "Denna Stad med des Fästnings-Wärck utan om är i sin omkritz in emot 7.000 alnar, men inom 4.500 och ser ut som en half måna, i det denna Fästning ifrån Öster til Söder och Wäster, kröker sig som en half Circel; men den öfriga delen åt Norden wid Götha Elf drager sig lik som uti en rätt linea, som des charta utwisar, hwilken uti längden ifrån Drotninge Porten i öster til stora Bommen i Wäster äro 1245 Swenska alnar, ifrån bemeldte Port till Carls Port i Södwäst äro 1738 alnar, och 1080 uti bredden, ifrån Konungs Porten i Söder til lille Bommen i Norr, räknat."

## Riksintressant område

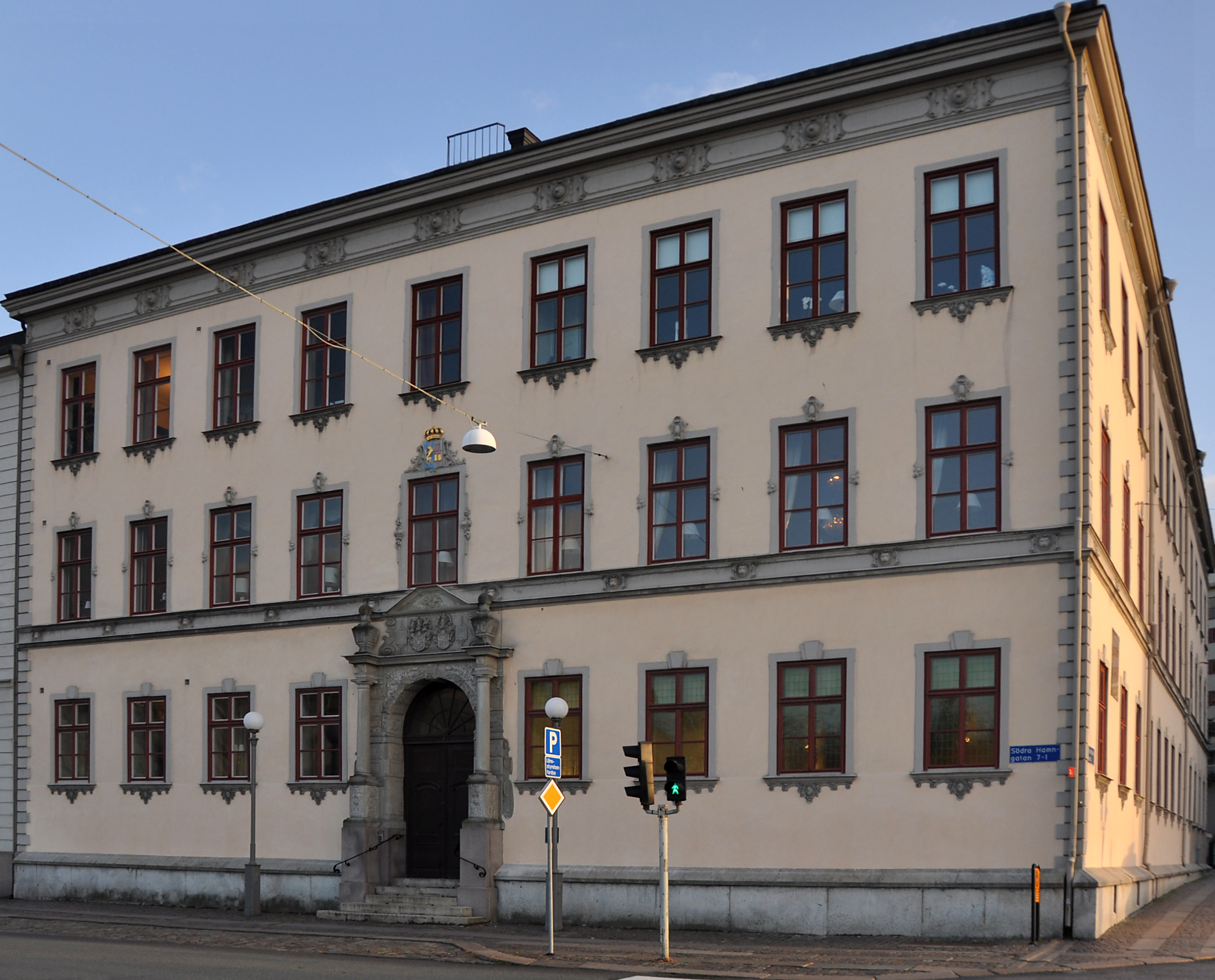
Residenset vid Södra Hamngatan är det äldsta bevarande boningshuset i Göteborg.

Området har pekats ut som riksintresse för kulturmiljövården enligt de bestämmelser om numera återfinns i 3 kap 6 § miljöbalken: 

 "Stadskärnan inom Vallgraven är en unik miljö med en rikt varierad, i huvudsak småskalig, bebyggelse. Området speglar Göteborgs utveckling från grundläggning till nutid. Stora delar av den ursprungliga stadsplanen med vallgrav, kanaler, befästningsrester och gatusträckningar är bevarade. Flera gatustråk präglas av äldre tiders tomtindelning och byggande. Områden med samlad bebyggelse av mycket stort arkitektur- och byggnadshistoriskt värde är bl.a. Gustav Adolfs Torg-Stora Hamnkanalen, kvarteren kring Domkyrkan och Stora Nygatan. I området inom Vallgraven finns också många välbevarade exempel på olika tiders arkitektur där gult tegel utgör ett viktigt karaktärsdrag. 
Grönstråket utanför Vallgraven vittnar om den stora roll parker och andra planteringar hade i 1800-talets stadsplanering. Palmhuset och Stora Teatern är två betydelsefulla allmänna byggnader från 1800-talet med dominerande läge i parkmiljön längs Vallgraven. "Fattighusån" med sina slussar visar vattenledernas stora betydelse för transporter fram till 1800-talets början. Intill Fattighusån ligger f.d. Fattighuset, Barnhuset och Gullbergsbrohemmet, som är exempel på tidiga sociala institutioner utanför staden".

## Byggnadsminnen
Inom stadsdelen finns det två statliga byggnadsminnen  (SBM) och 14 byggnadsminnen (BM):
- Ahlbergska huset
- Chalmerska huset
- Domkyrkobrunnen
- Engelska kyrkan
- Feskekörka
- Frimurarehuset
- Gegerfeltska villan
- Göteborgs synagoga
- Kvarteret Sidenvävaren
- Länsstyrelsens hus, (SBM)
- Lilla Torget 3
- Lilla Torget 4
- Residenset, (SBM)
- Saluhallen
- Telegrafverket
- Åkermanska huset

## Byggnadskvarter
- Kvarter 1 Slusskvarnen
- Kvarter 2 Vallen
- Kvarter 3 Synagogan
- Kvarter 4 Manegen
- Kvarter 5 Bastionen
- Kvarter 6 Gamle Port
- Kvarter 7 Vattenkällan
- Kvarter 8 Klensmeden
- Kvarter 9 Perukmakaren
- Kvarter 10 Värnamo
- Kvarter 11 Arkaden
- Kvarter 12 Härbärget
- Kvarter 13 Göta Källare
- Kvarter 14 Sockerbruket
- Kvarter 15 Frimuraren
- Kvarter 16 Kommerserådet
- Kvarter 17 Holländaren
- Kvarter 18 Domprosten
- Kvarter 19 Bokhållaren
- Kvarter 20 Snusmalaren
- Kvarter 21 Hernhutaren
- Kvarter 22 Varuhuset
- Kvarter 23 Larmtrumman
- Kvarter 24 Idogheten
- Kvarter 25 Johannes Dux
- Kvarter 26 Saluhallen
- Kvarter 27 Blomsterkvasten
- Kvarter 28 Jungfrustigen
- Kvarter 29 Gamla Latin
- Kvarter 30 Engelska Kyrkan
- Kvarter 31 Spruthuset
- Kvarter 32 Artilleristallet
- Kvarter 33 Biskopen
- Kvarter 34 Gymnasiet
- Kvarter 35 Sidenvävaren
- Kvarter 36 Telegrafen
- Kvarter 37 Kasernen
- Kvarter 38 Fiskaren
- Kvarter 39 Vävaren
- Kvarter 40 Rosenlund
- Kvarter 41 Arsenalen
- Kvarter 42 Luntantu
- Kvarter 43 Carolus Rex
- Kvarter 44 Lasarettet
- Kvarter 45 Hästbacken
- Kvarter 46 Surbrunnen
- Kvarter 47 Karls Port
- Kvarter 48 Elektricitetsverket
- Kvarter 49 Merkurius
- Kvarter 50 Redaren
- Kvarter 51 Verkstaden
- Kvarter 52 Stora Bommen
- Kvarter 53 Residenset
- Kvarter 54 Alströmer
- Kvarter 55 Neptunus
- Kvarter 56 Tre Remmare
- Kvarter 57 Sparbanken
- Kvarter 58 Stadsmäklaren
- Kvarter 59 Hyrkusken
- Kvarter 60 Hästkvarnen
- Kvarter 61 Käppslängaren
- Kvarter 62 Otterhällan
- Kvarter 63 Ekelunden
- Kvarter 64 Branten
- Kvarter 65 Domkyrkan

## Nyckeltal

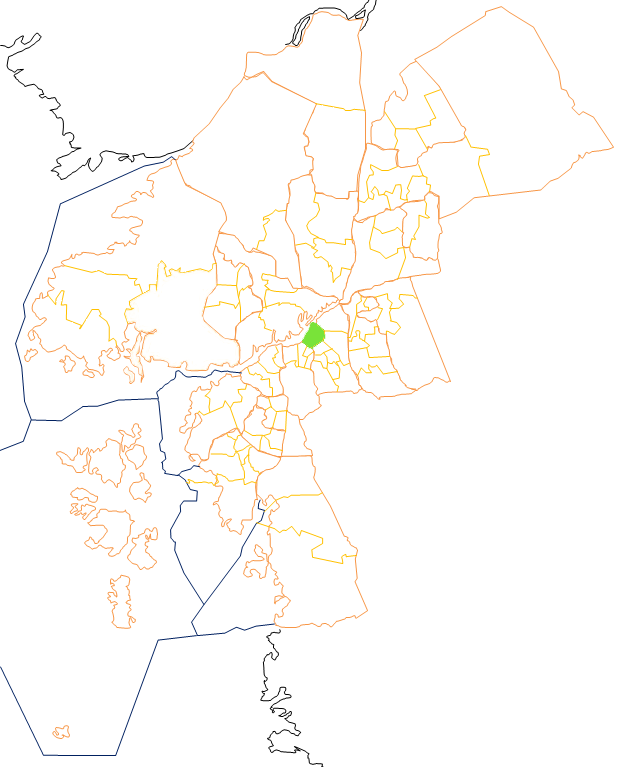
Inom Vallgraven

Nyckeltalen redovisar statistik som beskriver Göteborg och dess 96 delområden, primärområden, per den 31 december och kan användas för att jämföra de olika områdena. Nedan redovisas uppgifter för primärområdet och jämförelse görs mot uppgifterna för hela kommunen.
|                                                           | Inom Vallgraven | Hela Göteborg |
| --------------------------------------------------------- | --------------- | ------------- |
| Folkmängd                                                 | 4 011           | 587 549       |
| Befolkningsförändring 2020–2021                           | -69             | +4 493        |
| Andel födda i utlandet                                    | 22,0 %          | 28,3 %        |
| Andel utrikes födda eller med två utrikes födda föräldrar | 28,9 %          | 38,1 %        |
| Medelinkomst                                              | 428 300 kr      | 332 400 kr    |
| Arbetslöshet                                              | 4,1 %           | 6,6 %         |
| Antal ersatta dagar från F-kassan per person (16-64 år)   | 15,9            | 19,5          |
| Andel med eftergymnasial utbildning (minst 3 år)          | 48,8 %          | 37,9 %        |
| Andel bostäder före 1941                                  | 59,7 %          |               |
| Andel bostäder i allmännyttan                             | 18,7 %          | 25,9 %        |
| Antal färdigställda bostäder 2021                         | 0               |               |
| Andel bostäder i småhus                                   | 0,0 %           | 18,3 %        |

## Stadsområdes- och stadsdelsnämndstillhörighet
Primärområdet tillhörde fram till årsskiftet 2020/2021 stadsdelsnämndsområdet Centrum och ingår sedan den 1 januari 2021 i stadsområde Centrum.